# Olho d'Água
Olho d'Água este un oraș în Paraíba (PB), Brazilia.